# Tethering

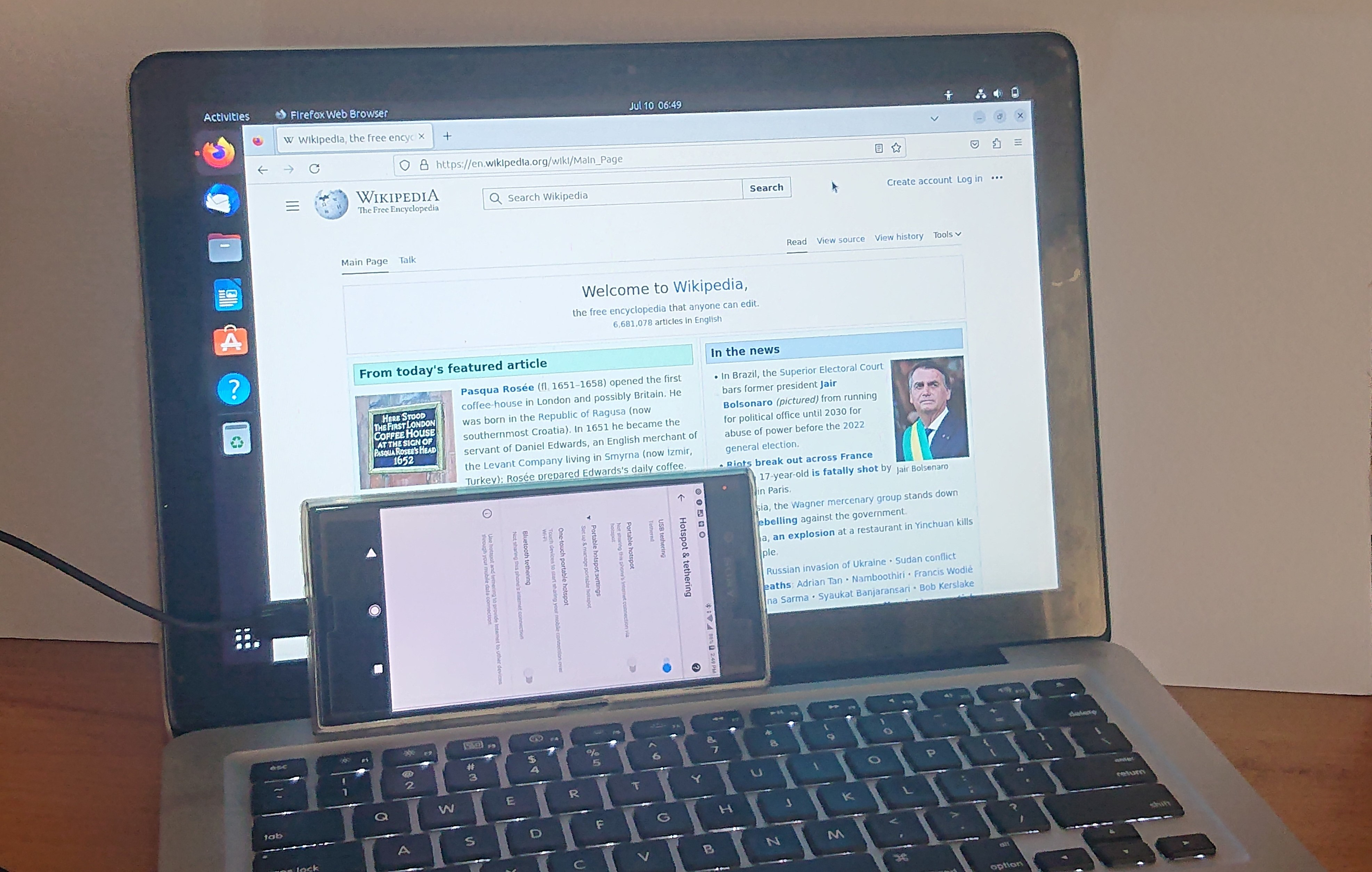
Egy laptophoz kötve.

A tethering vagy pányvázás során a számítógépet vagy más, interneteléréssel nem rendelkező eszközt (pl. iPadet) egy internetezésre alkalmas mobiltelefon, vagy GSM modullal ellátott PDA segítségével csatlakoztatják az internetre. A számítógép és a mobiltelefon összeköthető adatkábellel, Bluetooth-kapcsolattal, WiFi-vel vagy más módon; az internet-kijáratot a telefon biztosítja.
Számos mobiltelefonra telepítenek tethering-szoftvert. A szolgáltatótól függően a tethering lehet ingyenes, kérhetnek az engedélyezésért egyszeri díjat, vagy felszámolhatnak extra adatforgalmi díjat érte (mint Nagy-Britanniában a 3 network és a T-Mobile). Gyakran a korlátlan adatforgalmat kínáló szolgáltatási szerződések ezeket a költségeket elbújtatják a felhasználási feltételeikben.
Sok esetben a pányvázott mobiltelefonon keresztüli adatforgalom megsérti a felhasználási feltételeket, és extra magas díjakat számolhatnak fel érte. Pl. a Sprint felhasználási feltételeiben: "Except with Phone-as-Modem plans, you may not use a phone (including a Bluetooth phone) as a modem in connection with a computer, PDA, or similar device. We reserve the right to deny or terminate service without notice for any misuse or any use that adversely affects network performance." A Verizon Wireless és az AT&T Mobility jelenleg ingyenesen biztosítja a pányvázást hálózatán.

## Magyarországon
A Telenor általános szerződési feltételei csak annyit írnak elő, hogy az adatkapcsolat nem veszélyeztetheti a hálózat rendeltetésszerű működését (ez vélhetően a torrentre és más nagy adatforgalmú szolgáltatásokra utal).
A T-Mobile ászf-e sem tiltja a tetheringet, bár a hálózat nem rendeltetésszerű használatát letöltési sebesség csökkentésével bünteti.
A Vodafone sem tiltja hálózatán a pányvázást, ám „túlhasználat” esetén lassítja a forgalmat; egyes információk szerint a tethering csak az internet.vodafone.net és a standardnet.vodafone.net APN-ekkel működik.
A Vodafone Matrix tarifacsomagok esetén a Tethering szolgáltatás igénybevétele nem engedélyezett. A Vodafone fenntartja magának a jogot, hogy előzetes figyelmeztetést követően korlátozhatja, vagy megszüntetheti a szolgáltatást, amennyiben a szolgáltatáson keresztül Tethering használatára kerül sor.

## Fordítás
- Ez a szócikk részben vagy egészben a Tethering című angol Wikipédia-szócikk ezen változatának fordításán alapul.  Az eredeti cikk szerkesztőit annak laptörténete sorolja fel. Ez a jelzés csupán a megfogalmazás eredetét és a szerzői jogokat jelzi, nem szolgál a cikkben szereplő információk forrásmegjelöléseként.